# 加納駅 (宮崎県)
加納駅（かのうえき）は、宮崎県宮崎市清武町加納にある、九州旅客鉄道（JR九州）日豊本線の駅である。

## 歴史
- 1989年（平成元年）3月11日：開業[1][2]。
- 2015年（平成27年）11月14日：ICカード「SUGOCA」の利用が可能となる[3]。
- 2022年（令和4年）4月1日：宮崎支社の発足により、鹿児島支社から同支社へ移管[4]。

## 駅構造

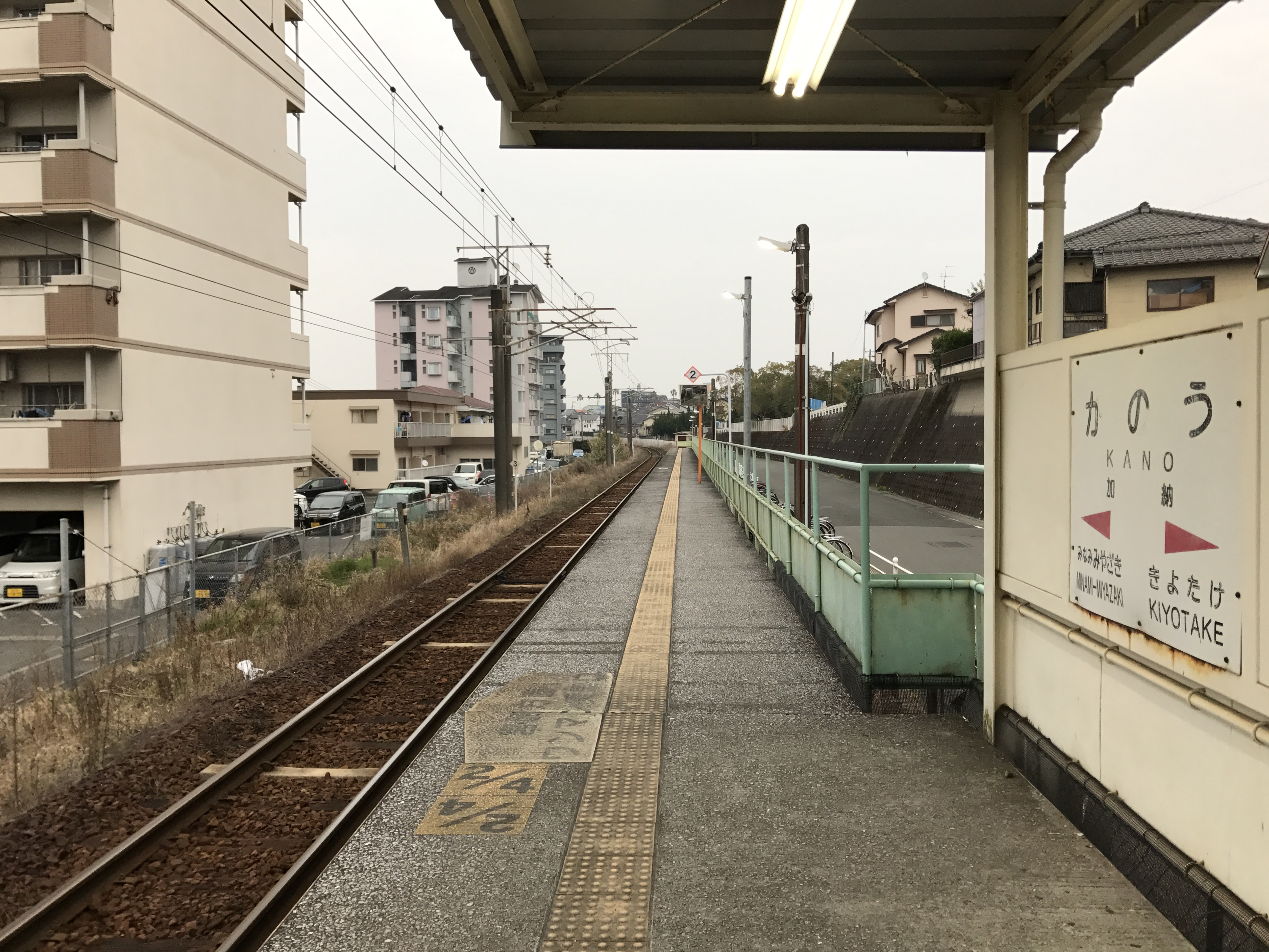
ホーム

単式ホーム1面1線を有する地上駅。簡易駅舎が存在し開業後暫くの間は直営駅だったが後に無人駅となった。
ICカード「SUGOCA」の利用が可能（相互利用可能ICカードはSUGOCAの項を参照）で（相互利用可能ICカードはSUGOCAの項を参照）、簡易SUGOCA改札機が設置されている。SUGOCAの販売、およびチャージの取り扱いは行っていない。
近距離きっぷの自動券売機（ICカード非対応）が設置されている。

## 利用状況
2015年（平成27年）度の1日平均乗車人員は194人である。
| 年度   | 1日平均 乗車人員 |
| ------ | ---------------- |
| 1996年 | 168              |
| 1997年 | 157              |
| 1998年 | 171              |
| 1999年 | 175              |
| 2000年 | 172              |
| 2001年 | 165              |
| 2002年 | 178              |
| 2003年 | 194              |
| 2004年 | 197              |
| 2005年 | 196              |
| 2006年 | 179              |
| 2007年 | 185              |
| 2008年 | 193              |
| 2009年 | 188              |
| 2010年 | 169              |
| 2011年 | 168              |
| 2012年 | 182              |
| 2013年 | 193              |
| 2014年 | 181              |
| 2015年 | 194              |

## 駅周辺
周辺は宮崎市郊外の住宅地である。並行する国道269号沿いには郊外型店舗が建ち並び、その周囲をアパートや住宅が取り囲んでいる。
- 宮崎産業経営大学
- 宮崎運輸支局
- ニトリモール宮崎
- 加納簡易郵便局
- 明照寺
- 池田台（住宅地）
- 月見ヶ丘（住宅地）

## 隣の駅
九州旅客鉄道（JR九州）
■日豊本線
南宮崎駅 - 加納駅 - 清武駅